# Bergedorf
Bergedorf è un quartiere di Amburgo, appartenente all'omonimo distretto, il cui nome significa "Villaggio delle Montagne".

## Storia
Il nome del quartiere venne menzionato per la prima volta in assoluto nel 1162. In quel tempo la popolazione era barbara, non essendo riuscito l'Impero Romano a conquistare la parte della Germania in cui oggi esso si trova.

## Geografia
La sua area è estesa poco più di 11 chilometri, e secondo il censimento del 2006 la popolazione ammonta a 41.019 abitanti. Sorge sul fiume Bille, un affluente dell'Elba, dove possiede un caratteristico porto fluviale.

## Turismo
Nel quartiere sono presenti il Museo di Bergedorf e Vierlande (ospitato all'interno del castello di Bergedorf), la chiesa di San Pietro e Paolo e l'Osservatorio di Amburgo.